# Parque infantil de Riobamba
El parque infantil de Riobamba, oficialmente llamado Parque Guayaquil, es un espacio verde recreativo de carácter público ubicado en la ciudad ecuatoriana de Riobamba. Se ubica al noroccidente de la urbe, circundado por las avenidas Daniel León Borja, Carlos Zambrano, Unidad Nacional y Primeras Olimpiadas; frente al Estadio Olímpico de Riobamba. Constituye el parque de mayor dimensión de la ciudad, y su gran superficie le ha permitido ser un lugar multipropósito, ya que cuenta con área de juegos infantiles, laguna artificial, concha acústica, amplias áreas verdes y varios monumentos de personajes ilustres.

## Historia
El parque fue originalmente parte de la "Quinta Concepción", una propiedad particular que se encontraba a las afueras de la ciudad, cuyos terrenos fueron adquiridos por el Municipio de Riobamba a principios del siglo XX para construir una Escuela de Artes y Oficios. Sin embargo, debido a que el proyecto original no prosperó, se instaló en el lugar un Observatorio Meteorológico que fue inaugurado en 1919 y funcionó por varios años.
En 1923 el ingeniero Alfredo Altamirano intentó transformar el lugar en una Alameda, con amplios paseos y grandes áreas verdes, pero una vez más el proyecto no se concretó, aunque el nombre de Alameda se mantuvo durante muchos años en el imaginario popular de los riobambeños y, con el tiempo, el sitio se transformó en lugar de práctica deportiva.
Finalmente, en 1941 el Rotary Club, dirigido por el Dr. Luis Vela, se comprometió a contribuir para la construcción de un parque en el lugar, y ese mismo año inició la construcción con el diseño que se ha mantenido hasta la actualidad. Su inauguración oficial se realizó el 21 de abril de 1951.

## Atractivos y sitios de interés

### Juegos infantiles
El parque fue concebido originalmente para servir de entretenimiento y diversión para los niños, motivo por el que se destinó una amplia superficie para actividades lúdicas, ocupando un área privilegiada del lugar y confiriéndole el nombre popular de "Parque Infantil".

### Laguna artificial
Amplia y de tranquilas aguas, se ubica a un costado del parque, y en ella se puede navegar alquilando pequeños botes de remo o pedal, por lo que constituye uno de los principales atractivos del área verde. Por la proximidad del edificio hacia este punto del parque, la fachada del Estadio Olímpico se refleja en sus aguas.

### Concha acústica
Escenario popular al aire libre, este lugar ha servido para presentar espectáculos artísticos y musicales, tanto nacionales como internacionales. En sus extremos exhibe murales pintados por Daniel León Borja, poeta, pintor, escultor y alcalde de la ciudad en dos períodos.

## Monumentos

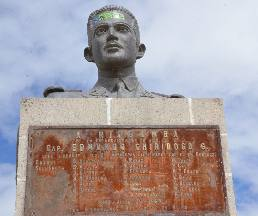
Monumento al capitán Edmundo Chiriboga González

Alrededor del parque se han erigido algunos de los más notables monumentos de la ciudad, fruto de la tradición cultural de los riobambeños para exaltar la memoria de sus personajes ilustres y grandes personajes nacionales.

### Monumento al Capitán Edmundo Chiriboga González
En la esquina noroccidental del parque se encuentra un sobrio complejo monumental dedicado al capitán riobambeño Edmundo Chiriboga González, considerado un héroe de la guerra del 41 contra Perú, quien murió junto a todo su pelotón en Chacras el 25 de julio de 1941. El día de la inauguración del monumento, en 1960, el presidente José María Velasco Ibarra proclamó la nulidad del Protocolo de Río de Janeiro.

### Monumento a Simón Bolívar
Desde 1984, un busto del libertador Simón Bolívar se levantaba en el redondel de las avenidas Daniel León Borja y Carlos Zambrano, una vez se eliminó el redondel fue retirado del lugar y fue reubicado en el parque 21 de Abril (Loma de Quito) el 16 de abril de 2018.

### Monumento a José Joaquín de Olmedo
El llamado Cantor de Junín también tiene su lugar en el parque, con un monumento financiado por los municipios de Riobamba y Guayaquil, que se erigió hacia la avenida Daniel León Borja.

### Monumento a Bolívar Chiriboga Baquero
Considerado uno de los más recordados alcaldes de la ciudad de Riobamba, el ingeniero Bolívar Chiriboga Baquero fue perennizado mediante un busto que en su honor se levantó dentro del parque.

### Monumento al ferrocarril
La vocación ferroviaria de Riobamba está presente en este original monumento, la legendaria locomotora a vapor Nº 15 que se estacionó para siempre a un costado del parque.

## Estadio olímpico de Riobamba
Ubicado frente al parque, fue el primer estadio olímpico construido en Ecuador, y sirvió como sede de los Primeros Juegos Deportivos Nacionales en el año 1926. Ha sido escenario de grandes hazañas de los deportistas riobambeños y constituye la cancha oficial del Club Deportivo Olmedo, el más popular de la ciudad.